# Fire Noveller
Fire Noveller er en novellesamling fra 1843 af Christian Winther.
Fire Noveller er den vigtigste samling af Winthers prosatekster. Den består af novellerne "Skriftestolen", "En Hevn", "Et Hjertes Gaade" og "En Aftenscene". Samlingen er en af de reneste forekomster af det filosofisk-æstetiske begreb om “Det interessante” i dansk litteratur. De fleste af novellernes karakterer er styret af deres indre begær og stærke følelser, og under den tilsyneladende idylliske facade, personerne viser udadtil, gemmer der sig en mørkere virkelighed.
Christian Winther er mest kendt for sit lyriske forfatterskab og bestemmes som »Bærerne af [det] lyriske gennembrud« sammen med Ludvig Bødtcher og Emil Aarestrup. Christian Winthers novelleforfatterskab er både mindre omfattende og mindre kendt.

## Skriftestolen
Novellerne ”Skriftestolen” og ”En Hevn” har begge hævnen som episk og tematisk omdrejningspunkt. I begge noveller hævnes en erotisk krænkelse med subtil og udspekuleret ondskabsfuldhed.
“Skriftestolen” beskriver de tragiske konsekvenser det får, at en italiensk adelsmand, marchesen Don Antonio Carracciolo, ved et tragisk uheld opdager, at hans hustru, Laura, er ved at indlede en affære. Marchesen får sin hævn over konen ved at dræbe elskeren, deres fælles ven arkitekten Giulio Balzetti. Han beretter for sin kone, at han er vidende om de omstændigheder, der knytter sig til utroskaben, men ikke at han ved, hvilken kvinde, der er involveret i affæren. Marchesen er ved novellens begyndelse en forholdsvis lidenskabsløs person, men da han erfarer konens utroskab vækkes et sært og afvigende, interessant begær i ham, der ytrer sig som en drillende, perverteret fornøjelse ved hævndrabet og ved efterfølgende at fastholde Laura i et tilsyneladende venligt ægteskabeligt forhold. Modsætningen mellem dem afspejles i det afsluttende billede af dem på vej til fest:
Det varede heller ei længe, før Marchesen i glimrende Hofdragt, med Stjerne paa Brystet og Hatten i den ene Haand, ved den anden førte sin Unge, deilige, men dødblege Frue med Anstand og Siirlighed ned ad de brede Marmortrapper. Medens hendes Ansigt syntes koldt og forstenet som Statuerne, de skrede forbi, straalede hans Øine med en usædvanlig Livlighed og Glands.
"Skriftestolen" er den kendteste af Winthers noveller og er ofte optaget i antologier over dansk litteratur og anvendt i undervisningen på gymnasie- og universitetsniveau.

## En Hevn
I “En hevn” afsløres den unge,uskyldige Jeanette, imens hun gennemroder sin velynder "den gamle Baron"s gemmer for at få fat i et papir, hvis eksistens truer baronens søn. Hun vil skjule det for at beskytte sønnen, som hun elsker. Imidlertid overraskes hun af sønnen selv, som ser hende med en rulle værdifulde mønter i hånden og antager hendes handlinger for et simpelt tyveriforsøg. Han benytter sig at dette til under trussel om afsløring at gøre hende et forslag, hvis præcise karakter aldrig afsløres, men hvis usædelige karakter fremgår af hendes voldsomme reaktion.
I stedet for at give efter, afviser Jeannette den unge baron og afslører selv sin handling for hans fader. Da han tilbyder hende at ægte sønnen siger hun ja, men kun for at hævne sig. Efter de to er gift, værdiger hun ham aldrig et blik og aldrig et ord og driver ham derved efter seks års ægteskab til vanvid for at hævne den krænkelse, som paradoksalt foranledigede ægteskabet. Da hævnen dermed er fuldendt, styrter Jeanette selv sammen og dør kort efter.

## Et Hjertes Gaade
I “Et Hjertes Gaade” vælger sønnen ikke at hævne sin faders død, men synes i stedet at tilgive grevinde Beate for mordet på forstmesteren ved at indgå ægteskab med hende. Et scenarie som i paradoksalitet minder om ægteskabet i “En Hevn”.

## En Aftenscene
I “En Aftenscene” fortæller Oluf Borch sin forlovede om sin oplevelser i Italien, da han var ung. Her reddede han prinsessen Laura Maria de Medici fra en langsom forgiftning. Den skyldige, Don Marcello bliver pågrebet på dramatisk vis, og Oluf Borch rejser derefter tilbage til København. Laura bliver forelsket i Oluf Borch, men på grund af sin protestantiske tro afslår han. Da han er færdig med at fortælle sin historie og mens forlader huset, opdager han, at hans forlovede i skjul gør grin med ham. Han indser, at et ægteskab vil føre dem begge i ulykke og hæver forlovelsen. Derfor testamenterer han sine penge til en bolig for studerende: Borchs Kollegium.

## Modtagelse
Ved udgivelsen fik Fire Noveller en forbeholden modtagelse i pressen. Særligt “Skriftestolen” og “En Hevn” blev af anmeldere kritiseret for deres "umoralske" indhold.

## Udgaver

### Førstetryk
- Fire Noveller (1843), Forlagt af Universitetsboghandler C.A. Reitzel, København. Trykt hos Bianco Lunos Bogtrykkeri.

### Senere udgaver
- De tre noveller ’Skriftestolen’, ’Et Hjertes Gaade’ og ’En Aftenscene’ er optrykt i Chr. Winther: Poetiske Skrifter I-III (v. Oluf Friis), Holbergselskabet, København 1927-29.
- Fire Noveller er genudgivet i serien ’Gyldendals Trane-klassikere’ . København: Gyldendal, 1968.

## Eksterne Links
Omtale af Fire Noveller i dansk Litteraturs Historie Arkiveret 28. februar 2020 hos  Wayback Machine 2